# 弦楽四重奏曲第1番 (ベートーヴェン)
弦楽四重奏曲第1番（げんがくしじゅうそうきょくだいいちばん）ヘ長調op.18-1は、ルートヴィヒ・ヴァン・ベートーヴェンによって1798年から1800年にかけて作曲され、1801年に出版された弦楽四重奏曲である。まとめて出版されたop.18全6曲の中の1曲目であり第1番とされている。ただしこれは必ずしも作曲順を意味せず、この第1番がベートーヴェンの作曲した最初の弦楽四重奏曲ではない。
- 作曲：1798年 - 1800年
- 出版：1801年
- 献呈：フランツ・ヨーゼフ・フォン・ロプコヴィツ伯（1772年 - 1816年）
音楽家の有名なパトロンで、ベートーヴェンが初期に多くの曲を献呈したほか、フランツ・ヨーゼフ・ハイドンが「ロプコヴィツ四重奏曲（弦楽四重奏曲第81番、第82番）」を献呈していることでも知られる。

## ベートーヴェンの弦楽四重奏曲
交響曲（全9曲）、弦楽四重奏曲（全16曲）、ピアノソナタ（全32曲）の分野において、ベートーヴェンの後世に与えた影響は非常に大きい。
弦楽四重奏曲全16曲はピアノソナタと違いベートーヴェンの生涯にわたって広範に散らばっているわけではなく、初期、中期、後期それぞれにある程度集中されて作曲されており、それぞれの時期の特徴をよく示している。ベートーヴェンはこの三つの曲種を、演奏会で大勢の聴衆を前に自己の芸術を披露することのできる交響曲、人間関係など人生の微妙な問題を語るには弦楽四重奏曲、自己の内心の心情を吐露するには最も身近な楽器であるピアノソナタと、それぞれの性格を活かして多くの作品を残したと言われている。
この初期6曲の弦楽四重奏曲ではまだベートーヴェンは「どのようにして弦楽四重奏を作曲するかの練習」を兼ねていたようだが、弦楽四重奏曲の歴史においてこの6曲は重要な作品とされ、また後に中期作品、後期作品でさらに高い芸術価値の作品が残されたことにより、ベートーヴェンの弦楽四重奏曲は室内楽曲の歴史において最も重要な作品の一つとされた。現代の弦楽四重奏団においても最も重要なレパートリーであり、全曲演奏で評価を得ることが一流の弦楽四重奏団であることの必須となっている。

## ベートーヴェンの初期弦楽四重奏曲
1792年、22歳のベートーヴェンは故郷のボンを離れ、ハイドンに作曲を習うため、音楽の中心地ウィーンへと引っ越す。ここで、音楽家たちのパトロンとして有名なフランツ・ヨーゼフ・フォン・ロプコヴィツ伯の後見を得て、本格的な作曲を始めることになる。
初期弦楽四重奏曲6曲は、ロプコヴィツ伯の後見を得ていた頃に作曲されたものであり、献呈もロプコヴィツ伯に施されている。弦楽四重奏曲には1798年28歳の頃から取り組み、残されたスケッチによると、ベートーヴェンはこの弦楽四重奏という初めてのジャンルに2年もの間継続的に取り組み、1800年に6曲が完成してからも、1801年に出版にいたるまで念入りに校訂を行っていることがわかる。
ベートーヴェンの個性が強烈に表れた中期以降の曲風とは異なり、まだハイドンの確立した形式に忠実に従ったものになっている。しかし、この曲集が出版された1800年には最初の交響曲「第1番ハ長調op.21」も作曲されており、ベートーヴェンが本格的に音楽家としての個性を確立し始めた時期の作品として、重要な位置を占めているといえる。

## 弦楽四重奏曲第1番ヘ長調
第1番ヘ長調は、ベートーヴェンの作曲した最初の弦楽四重奏曲ではなく、第3番ニ長調が最初の作品だった。ベートーヴェンは出版の際、盟友のヴァイオリニスト、シュパンツィッヒの勧めによりこのヘ長調を第1番に持ってきたようである。第1番ヘ長調の第1稿が完成したのは少なくとも1799年6月25日より前で、さらに出版前に手を加えている。
2楽章を除き全体に明るい曲風を持ちながら、よく練られた書法により、緊縮し充実した曲に仕上げられている。
- 第1楽章 Allegro con brio
- 第2楽章 Adagio affettuoso ed appassionato  
ベートーヴェンが、ロメオとジュリエットの中の墓場の場面を思い描いて作曲したという話が伝わっている。この時期のベートーヴェンにしては珍しいほど深刻さをもった楽章である。
- 第3楽章 Scherzo: Allegro molto
- 第4楽章 Finale: Allegro 
演奏時間 30分ほど